# Flugplatz Makowice-Płoty

i7
i11
i13
Der Flugplatz Makowice-Płoty liegt nahe dem Dorf Makowice (Mackfitz) bei Płoty (Plathe) im Nordwesten Polens. Er liegt in etwa auf halber Strecke zwischen Gryfice (Greifenberg) und Nowogard (Naugard).

## Geschichte

### Deutsche Zeit
Der Fliegerhorst Mackfitz wurde zwischen 1937 und 1938 als Feldflugplatz der Luftwaffe der Wehrmacht neu angelegt und dann zum Einsatzhafen I erweitert. Die Start- und Landebahn hatten einen Grasuntergrund. 
Im Süden des Fliegerhorstes befanden sich ein großer Flugzeughangar und weitere Funktionsgebäude. Als erste fliegende Einheit war hier, ab August 1939, die I./ZG 1 stationiert. Mit ihren Messerschmitt Bf 110C nahm sie von hier aus am Überfall auf Polen teil. Auch waren hier von 1940 bis 1945 verschiedene Flugzeugführer- und eine Bordschützenschule untergebracht.
Die folgende Tabelle zeigt eine Auflistung ausgesuchter fliegender aktiver Einheiten (ohne Schul- und Ergänzungsverbände) der Luftwaffe die hier zwischen 1939 und 1945 stationiert waren.
| Von           | Bis            | Einheit                                                  | Ausrüstung            |
| ------------- | -------------- | -------------------------------------------------------- | --------------------- |
| August 1939   | September 1939 | I./ZG 1 (I. Gruppe des Zerstörergeschwaders 1)           | Messerschmitt Bf 110C |
| Dezember 1944 | Februar 1945   | II./SG 1 (II. Gruppe des Schlachtgeschwaders 1)          |                       |
| März 1945     | April 1945     | Teile der 3./SG 9 (3. Staffel des Schlachtgeschwaders 9) |                       |

### Polnische Zeit
Im März 1945 besetzten sowjetische Truppen das Gelände des Fliegerhorstes. Im Jahre 1945 wurde Mackfitz in Makowice umbenannt und ist ein Ortsteil von Płoty in der polnischen Woiwodschaft Koszalin, seit 1999 Woiwodschaft Westpommern.
2021 fand hier das Pol’and’Rock Festival statt.